# Maho Film
Maho Film Co., Ltd., (株式会社Maho Film, Kabushiki-gaisha Maho Film) est un studio d'animation japonais fondé le 29 mai 2018 à Suginami, Tokyo.

## Productions

### Séries télévisées
| Année | Titre                                                      | Réalisateur(s)  | Dates de 1re diffusion | Dates de 1re diffusion | Nb. éps.   | Remarques                                         | Réf(s) |
| Année | Titre                                                      | Réalisateur(s)  | Début                  | Fin                    | Nb. éps.   | Remarques                                         | Réf(s) |
| ----- | ---------------------------------------------------------- | --------------- | ---------------------- | ---------------------- | ---------- | ------------------------------------------------- | ------ |
| 2019  | If It's for My Daughter, I'd Even Defeat a Demon Lord (en) | Takeyuki Yanase | 4 juillet 2019         | 19 septembre 2019      | 12         | Basée sur le light novel écrit par Chirolu.       | [ 1 ]  |
| 2020  | I'm Standing on a Million Lives                            | Kumiko Habara   | 2 octobre 2020         | 18 décembre 2020       | 12         | Basée sur le manga écrit par Naoki Yamakawa.      | [ 2 ]  |
| 2020  | By the Grace of the Gods                                   | Takeyuki Yanase | 4 octobre 2020         | 20 décembre 2020       | 12         | Basée sur le light novel écrit par Roy.           | [ 3 ]  |
| 2021  | I'm Standing on a Million Lives (saison 2)                 | Kumiko Habara   | 10 juillet 2021        | 25 septembre 2021      | 12         | Saison 2 de I'm Standing on a Million Lives.      | [ 4 ]  |
| 2022  | In the Land of Leadale                                     | Takeyuki Yanase | 5 janvier 2022         | 23 mars 2022           | 12         | Basée sur le light novel écrit par Ceez.          | ,      |
| 2022  | I'm the Villainess, So I'm Taming the Final Boss           | Kumiko Habara   | 1er octobre 2022       | 17 décembre 2022       | À annoncer | Basée sur le light novel écrit par Sarasa Nagase. | [ 7 ]  |
| 2023  | By the Grace of the Gods (saison 2)                        | Takeyuki Yanase | 8 janvier 2023         | À annoncer             | À annoncer | Saison 2 de By the Grace of the Gods.             | [ 8 ]  |